# Emil Wichmann

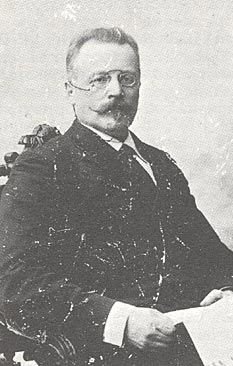
Emil Wichmann

Viktor Karl Emil Wichmann, född 24 augusti 1856 i Brahestad, död 21 januari 1938 i Helsingfors, var en finlandssvensk pedagog och författare. 

## Biografi
Wichmann tog studentexamen 1877 och blev filosofie magister 1882. Han var lektor och sedermera rektor vid Nykarleby svenska seminarium, 1883-1916, där han efterträdde den finsksinnade Bruno Boxström. Han publicerade flera läroböcker och verkade för svensk folkbildning i Finland, framför allt genom föredrag. Under 1880-talets språkstrider framträdde han som försvarare av de svenska, germanska, "ariska" idealen mot fennomanin. Han var ledande inom den österbottniska nationens svensksinnade fraktion.
Wichmann skrev dikter under pseudonymen Gånge Rolf, och han representerade framför allt återuppväckt göticism och vikingaromantik.
Han var far till gymnastikläraren och medikalgymnasten Gertrud Wichmann.

### Varia
- Hvad den gamle skolmästaren berättade / Gånge Rolf (K. E. Wichmann). Skrifter - utgivna av Svenska folkskolans vänner ; H. 18. Helsingfors. 1889. Libris 22545268. http://hdl.handle.net/2077/56148
- Allmän historie-, läro- och läsebok för folkskolor : Med anslutning till lärobokskomiténs förslag utarb. Med 11 kartor. Helsingfors. 1900. Libris 3172597
- Folkskolans geografi och kartbok : En läro- och läsebok med kartor utarb.i enlighet med lärobokskommittens förslag (2 :a genoms.uppl). Helsingfors. 1904. Libris 3172599
- Grunddragen till Finlands uppfostrings- och undervisningsväsendes historia. Helsingfors: Hagelstams förlagsaktiebolag. 1903. Libris 3172603
- Pedagogisk läsebok för skola och hem : ett urval om och ur Finlands pedagogiska litteratur. Helsingfors: Förlagsaktiebolaget Helios. 1904. Libris 3172610
- Bihang till Wichmanns folkskolans geografi. Helsingfors. 1905. Libris 3172600
- Gamla tidens historia : läro- och läsebok för skolans högre klasser  : med cirka 240 bilder och 7 kartor (Illustr. uppl). Stockholm: Bonnier. 1905. Libris 1719576
- Medeltidens historia : läro- och läsebok för hemmet och skolans högre klasser (Illustr. uppl). Stockholm: Bonnier. 1906. Libris 2245813
- Finlands historia jämte kort sammandrag af Finlands statskunskap : läro- och läsebok för folkskolan. Helsingfors. 1908
- 1808-1809 : hundraårsminnet af Finska kriget. Helsingfors. 1909. Libris 2336847
- Historisk läsebok i anslutning till "Lärobok i allm. historia" för seminarier och andra skolor. Helsingfors. 1914. Libris 3172605
- Lärobok i allm. historia för seminarier m.fl. läroanstalter utarb. i enlighet med lärobokskommitténs förslag. Helsingfors. 1914. Libris 3172607
- Frivilliga brandkåren i Borgå 1867-1917 : Minnesblad ur kårens 50-års historia. [Illustr.]. Borgå. 1918. Libris 3172601
- Nykarleby stad 1620-1920 : en minnesskrift, utarbetad med anledningav stadens 300-åriga tillvaro. Helsingfors. 1920. Libris 1787351. http://www.nykarlebyvyer.nu/sidor/texter/prosa/wichmanv/setwichm.htm Arkiverad 1 april 2016 hämtat från the Wayback Machine.
- Frivilliga brandkåren i Åggelby 1900-1925 : historik utg. till 25-års jubileet den 16 augusti 1925. Åggelby. 1925. Libris 3172602
- Några anteckningar till Nylands regementes historia. Helsingfors. 1926. Libris 1950210
- Anteckningar ur Kongliga Vasa regementets historia tillägnade Gardesjägarbataljonen. S.l. 1927. Libris 3172598
- Historik över Tenala socken. Ekenäs. 1928. Libris 3172604
- Resa bland Finlandssvenskarne i Amerika / av W. K. E. Wichmann (Gånge Rolf). Ekenäs. 1929. Libris 3172611
- Svenskt studentliv i Finland för 50 år sedan / skildrat av Gånge Rolf. Helsingfors: Söderström. 1932. Libris 3102754
- Hågkomster från min Nykarleby-tid : 1883-1916 / av W. K. E. Wichmann (Gånge Rolf). Nykarleby. 1933. Libris 3104206. http://www.nykarlebyvyer.nu/sidor/texter/prosa/wichmanv/hk/00hk.htm Arkiverad 3 juli 2009 hämtat från the Wayback Machine.